# اوکرا ۲
اوکرا ۲ (به لاتین: Aukra) یک شهرستان نروژ در نروژ است که در مور او رومسدال واقع شده‌است.

## خصوصیات
اوکرا ۲ ۵۹٫۹۱ کیلومترمربع مساحت و ۳٬۱۹۶ نفر جمعیت دارد.